# Throw Ya Gunz
Throw Ya Gunz – pierwszy singel amerykańskiej grupy hip-hopowej Onyx promujący album Bacdafucup. Wydany w 1993. Utwór stał się dużym przebojem.
W utworze Big DS występuje tylko miejscami. Razem ze Sticky'm Fingazem wykonuje outro. W wersji z klipu (która uznawana jest przez fanów za lepszą od oryginalnej) wykonywane jest przez samego Big DSa.

## Lista utworów

### CD Single
1. "Throw Ya Gunz" (Radio edit)
2. "Throw Ya Gunz" (Instrumental)

### UK CD Single
1. "Throw Ya Gunz" (radio edit)
2. "Bacdafucup"
3. "Throw Ya Gunz" (album version)
4. "Shifftee" (radio edit)

## Notowania
| Rok  | Utwór           | Lista             | Lista                            | Lista           | Lista                              |
| ---- | --------------- | ----------------- | -------------------------------- | --------------- | ---------------------------------- |
| Rok  | Utwór           | Billboard Hot 100 | Hot R&B/Hip-Hop Singles & Tracks | Hot Rap Singles | Hot Dance Music/Maxi-Singles Sales |
| 1993 | Throw Your Gunz | #81               | #61                              | #1              | #24                                |
| 1993 | Shifftee        | #92               | #52                              | #2              | #14                                |